# Kontergesang
Als Kontergesang (auch Kontersingen) wird bei Vögeln ein Wechselgesang bezeichnet, der typischerweise von benachbarten Revierinhabern zu hören ist. Die dabei wechselseitig von den beiden beteiligten Vögeln vorgetragenen Strophen werden in mehr oder weniger regelmäßiger zeitlicher Folge geäußert. Dem Kontergesang kommt für die Reviernachbarn oft eine distanzregulierende Funktion zu, wie beispielsweise bei der Amsel, der Nachtigall oder dem Gartenrotschwanz. 
Kontergesang kann aber auch bei verpaarten Vögeln, die wechselseitig die Lautmustern oder auch Strophen des Partners imitierend wiederholen, eine Vorstufe des Duettgesangs sein.